# Balacha caparao
Balacha caparao är en insektsart som beskrevs av Takiya et Mejdalani 2004. Balacha caparao ingår i släktet Balacha och familjen dvärgstritar. Inga underarter finns listade i Catalogue of Life.